# بیلی می
بیلی می (انگلیسی: Billy May; ۱۰ نوامبر ۱۹۱۶ – ۲۲ ژانویهٔ ۲۰۰۴) آهنگساز، تنظیم‌کننده و نوازندهٔ ترومپت اهل ایالات متحده آمریکا بود.
از فیلم‌ها یا مجموعه‌های تلویزیونی که وی در آن‌ها نقش داشته‌است می‌توان به وضعیت اضطراری! اشاره نمود.